# Западный Саян
За́падный Сая́н (хак. Сабына сын) — горная система протяжённостью 650 км в южной части Сибири. Ограничивается с запада Шапшальским хребтом Восточного Алтая и Абаканским хребтом Кузнецкого Алатау. Тянется в широтном направлении полосой, постепенно сужающейся с 200 до 80 км, от верховьев реки Абакан до стыка с хребтами Восточного Саяна в верховьях рек Казыр, Уда и Кижи-Хем. С севера к Западному Саяну примыкает Минусинская котловина, а с юга — Тувинская котловина.

## Орография
Хребты Западного Саяна вытянуты преимущественно в широтном направлении.
Осевой хребет на крайнем юго-западе носит название Сальджур, в центре района — Сайлыг-Хем-Тайга (до 2826 м), а к берегу Енисея приходит под именем Саянского хребта (до 2860 м). Реки левобережной части района — Абакан, Кантегир, Хемчик.
Хребты правобережья: Араданский, Мирской, Борус, Ойский, Кулумыс, Куртушибинский, Уюкский, Шешпир-Тайга, Ергак-Таргак-Тайга, Кедранский, Назаровский. Наиболее значительные вершины — Араданский пик (2456 м), голец Беделиг (2492 м), г. Самджир (2405 м), Борус (2318 м), Звёздный пик (2265 м).
Крупнейшие реки: Оя, Ус, Амыл. Восточная часть Западного Саяна — хребет Ыргак-Дагыр-Тайга (Тазарама), постепенно повышающийся с запада к востоку (до 2571 м). Реки северного склона — левые притоки Казыра, южного — правые притоки Хамсары и Бий-Хема.

## Рельеф

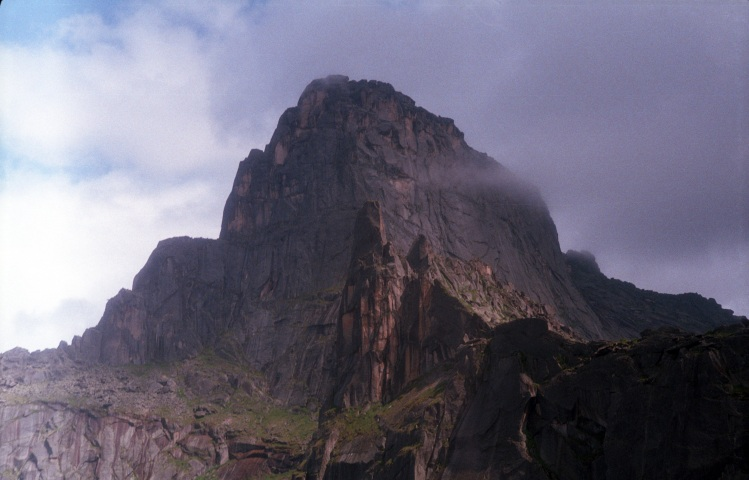
Звёздный пик, хребет Ергаки

Разнообразный рельеф гор Западного Саяна отчётливо связан с высотой над уровнем моря.
В самом верхнем ярусе, над верхней границей леса, — типичный высокогорный альпийский рельеф. Он свойственен хребтам осевой линии Западного Саяна (Шонхыр, Хансын, Хузук, Саянский, Борус, Араданский, Ергак-Таргак-Тайга). Для этого типа рельефа характерны узкие гребни с крутопадающими склонами, острые труднодоступные пики, глубокие карры с многолетними снежниками.
К югу и северу от осевой линии наиболее распространённым является среднегорный рельеф. Хребты более пологие, сильно изрезанные речными долинами, поросшие горной тайгой.
Для северной и южной границ Западного Саяна характерен низкогорный рельеф с плоскими, невысокими холмами—сопками, с редкими смешанными лесами и большими остепнёнными участками.
В Саянах встречаются обширные горные плато — древние поверхности выравнивания, остатки древнего пенеплена.
Речные долины, разрезающие плато, несут на себе следы недавней ледниковой деятельности, они часто заболочены и слабо покрыты лесом.
В долине реки Ус между Куртушибинским и Мирским хребтами на высоте около 650 м над уровнем моря находится Усинская котловина. Острова в русле реки покрыты смешанной древесной растительностью. По левому берегу тянется неширокая плоская степь. К югу от Куртушбинского хребта расположена Турано-Уюкская межгорная котловина. Все котловины малоснежны, с небольшими летними осадками.

## Климат
Климат района континентальный с выраженной высотной поясностью. Температура здесь опускается на 1° на каждые 150 м подъёма. Разница в длине тёплого периода года между осевыми хребтами и предгорьями около 40 дней.
Зима продолжительная и морозная, весна поздняя. В конце мая среднесуточная температура поднимается выше нуля и начинается интенсивное таяние снега. На основной площади снег стаивает только в июне. Лето короткое и прохладное. Известны неоднократные случаи выпадения большого количества снега (до 30 см) в июле — начале августа. В сентябре в горах часты снежные метели. С октября среднесуточные температуры становятся отрицательными.
В предгорьях Западного Саяна довольно сухо. В Минусинской котловине и в Туве нередки бесснежные зимы. В горах выпадает много осадков — до 1200 мм в год. Самые дождливые месяцы — июль и август, самый сухой — февраль.
Зима в горах теплее, чем в котловинах. Возникают температурные инверсии, когда холодный воздух опускается с гор в котловины, создавая застойные области с повышенным давлением. Иногда разница температуры в горах и на низинах достигает 20°. Это особенно характерно для Усинской котловины, где средняя температура января составляет −29,2°, то есть на 1° ниже, чем на Подкаменной Тунгуске, а средняя температура июля +16°. В горах разница температур в пределах суток может достигать 30°.

## Воды

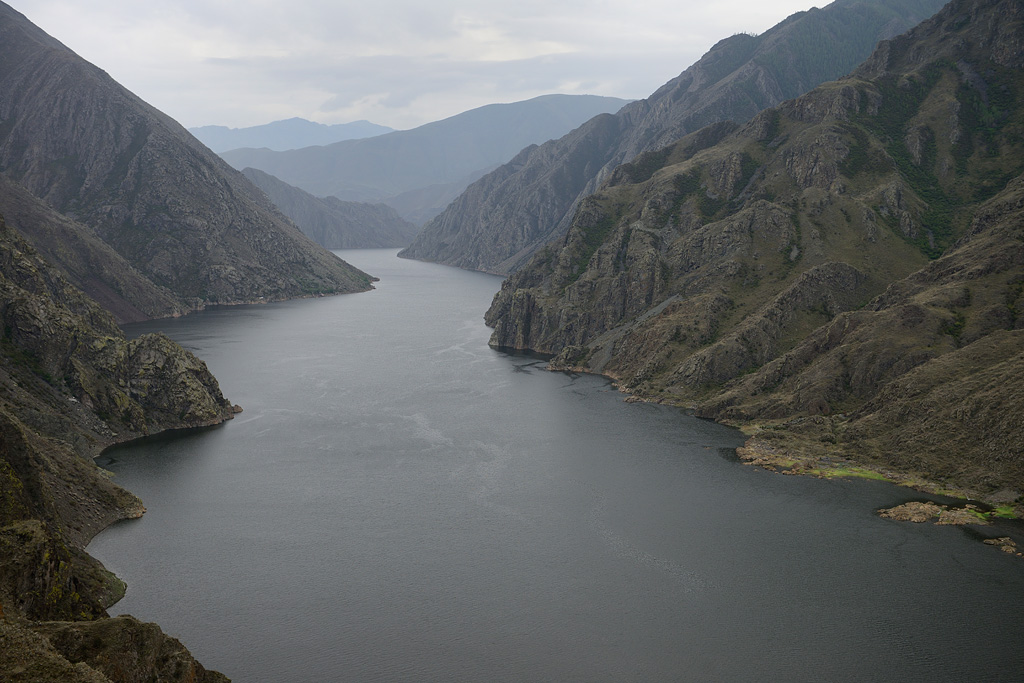
Саянский каньон Енисея. Саяно-Шушенское водохранилище

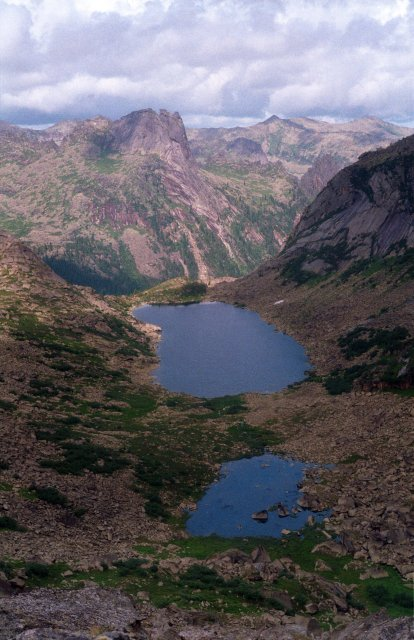
Озеро Горных Духов, хребет Ергаки

### Реки
Все реки Западного Саяна имеют ярко выраженный горный характер. Реки принадлежат бассейну Енисея. Наиболее крупные притоки его: слева — Хемчик, Большие Уры, Голая, Пашкина, Головань, Кантегир, Джой, Абакан, справа — Ус, Казырсуг, Берёзовая, Шушь, Оя, Туба с Амылом и Казыром.
Реки вскрываются, как правило, во второй половине апреля, когда на солнечных склонах по низу долин интенсивно тает снег. Ледоход часто сопровождается заторами, и тогда вода выше затора поднимается на несколько метров.
В конце мая — июне в альпийском поясе начинается активное таяние снегов. Вода в реках быстро прибывает. При обильных дождях этот процесс усугубляется. Так, в июле 1940 года в Таслипском пороге Кантегира вода поднялась над меженью на 15 м. Подъём воды в реках с затоплением поймы и пойменных островов возможен в течение всего лета. В большинстве рек температура воды всё лето держится ниже 10 °C. Только в Абакане вода бывает теплее (до 20 °C).
Начало ледостава в ноябре.
Зимой часто возникают обширные наледи. На участках особенно быстрого течения иногда образуются полыньи.

### Озёра
Крупных озёр нет, но в альпийском и горно-таёжном поясах в истоках почти всех рек встречаются озёра, в основном ледникового происхождения: каровые, моренно-подпрудные или рождённые горными обвалами. Наиболее крупные: Кара-Холь — в бассейне Алаша, Бедуй (Тайменное) — в бассейне Большого Абакана, Пазырым — на реке Каратош, Аргаданские и Буйбинские — на притоках Уса, Чёрное — в истоках Уса, Ойское — на Ое, Кара-Холь, Тульбер-Холь — в истоках Чаваша и другие. В озёрах много рыбы, главным образом хариуса.

## Растительность
Западный Саян имеет вертикальную поясность растительности, представленную здесь степным, лесостепным, подтаёжным, черневым, таёжным, субальпийским и альпийским поясами. Два последних пояса представляют собой растительность высокогорий.

### Пояс горнойтайги
Занимает наибольшую площадь в Западном Саяне.
Светлохвойная тайга покрывает южный и северный склоны горной системы по-разному: на юге она может простираться до верхней границы леса (до высот 2200—2300 м), на северном макросклоне — значительно ниже (до 350—400 м). Главные породы — лиственница сибирская и сосна обыкновенная. На лугах этой зоны произрастает пижма, кровохлёбка, купена лекарственная, несколько видов чины, горошек, герань луговая и ложносибирская, луговые горечавки, володушка золотистая, ветреницы, купальница азиатская (жарок), тысячелистник, щавель, крапива, костяника, клубника, земляника, орхидеи — венерины башмачки и другие, лилия кудреватая, красоднев малый (жёлтая лилия), иван-чай узколистный, борщевик, дельфиниум, чемерица Лобеля и чёрная.
Ярус кустарников представлен спиреей, шиповником, а во влажных местах — черёмухой, калиной, рябиной, ивой, боярышником. По затенённым долинам ручьёв и речек в переувлажнённой пойме растут ель, пихта. По берегам Енисея, Хемчика, Абакана, Уса встречается тополь, по Хемчику и его притокам — облепиха.
Преобладает на Западном Саяне темнохвойная тайга. Главные древесные породы — кедр сибирский, пихта и ель.
Растения нижнего яруса — мхи, лишайники, майник, седмичник, грушанка, папоротники, хвощи, бадан, черника, брусника, черемша. У верхней границы леса можно встретить рапонтик сафлоровидный — легендарный «маралий корень» («левзею»), алтае-саянский эндемик, проникающий в Монголию и Среднюю Азию, внесённый в Красные книги различных уровней. Кустарники — багульник болотный, карликовая берёза и ива, золотистый рододендрон, кустарниковая лапчатка (курильский чай). В речных долинах — «красные» (щетинистая, тёмно-пурпуровая) и чёрная смородины, голубика. Распространены ольха кустарниковая, рябина сибирская, жимолость алтайская. С высотой деревья мельчают, начинает преобладать сибирский кедр.

### Субальпийскиеиальпийские луга
Пояс начинается ниже верхней границы леса, в разрежённых кедрово-пихтовых лесах, и поднимаются по влажным пологим склонам выше леса.
Травы нередко достигают роста человека. Среди них — рапонтик сафлоровидный («маралий корень»), соссюрея широколистная, бодяк разнолистный, чемерица Лобеля, борец северный и саянский, володушка золотистая, водосбор железистый, борщевик рассечённый, дягиль нисбегающий, купырь лесной, купальница азиатская, фиалки алтайская и двухцветковая, лютики, черемша, мытники длинноколосый и компактный.
По мере подъёма травы становятся ниже, редеют. Появляются представители альпийской флоры — альпийская астра, шульция косматая, красивоцвет саянский, горечавка холодная, сверция, змееголовник крупноцветковый.
Сплошного пояса альпийских лугов на Западном Саяне нет. Однако повсеместны в высокогорном поясе островки альпийских лугов разной величины, располагающиеся во влажных местах. Встречаются водосбор железистый, купальница азиатская, горечавки, фиалки, ветреницы, змееголовник, копеечник, камнеломки, лук скорода, дрёма печальная, колосок пахучий, зубровка, незабудка болотная (белая и голубая).

### Горная тундра
Располагается выше альпийских лугов и рядом с ними по всей высокогорной зоне.
Наиболее бедна тундровая растительность на затенённых северных склонах, с застаивающейся подпочвенной водой, в то время как флора южных склонов более разнообразна. Типичные представители — карликовая берёза и ива, рододендрон золотистый, можжевельники, проломник, лютик алтайский, ветреница горная, горечавки, куропаточья трава, мхи, ягель и накипные лишайники. Встречаются злаки.

## Животный мир

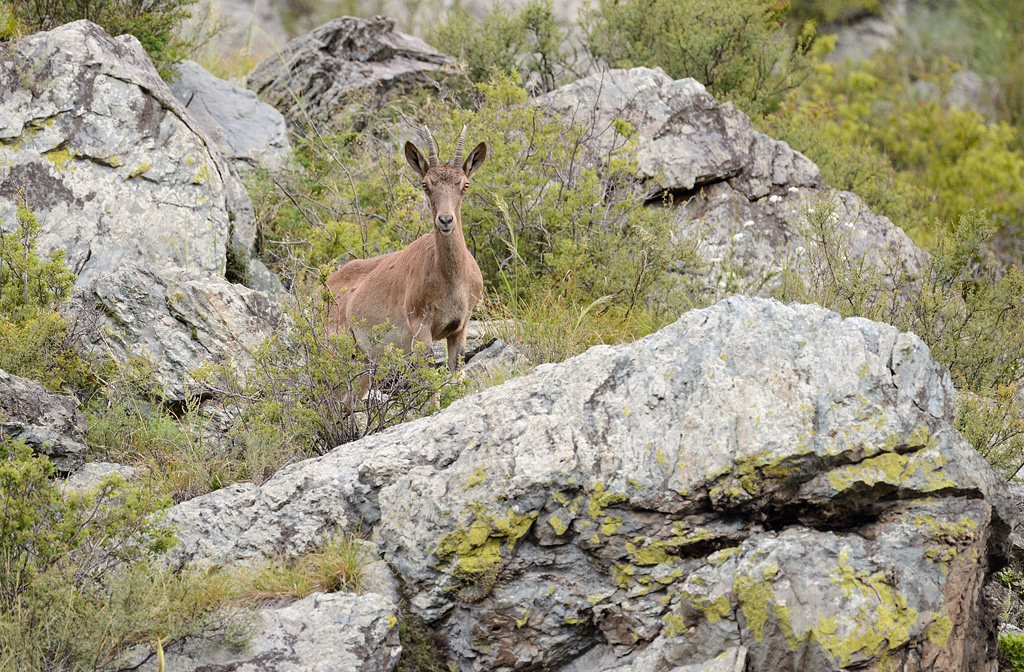
Самка козерога в Саяно-Шушенском заповеднике

Животный мир района составляют как типичные обитатели сибирской тайги, степей Минусинской котловины и Тувы, так и редкие для Сибири экземпляры Центрально-Азиатской фауны.
Очень распространён бурый медведь. В тайге и в горах встречаются марал, лось, кабарга, сибирский горный козёл, бурундук, белка, заяц-беляк, волк, лиса, реже росомаха, соболь, горностай, колонок, рысь, выдра, норка. В горных тундрах Ыргак-Дагыр-Тайги держатся стада северных оленей. В кедровой тайге вблизи каменных россыпей живёт пищуха, или сеноставка. Изредка встречается снежный барс.
Более 150 видов птиц. Вероятно, наиболее многочисленна кедровка. Обычны также сойка, кукша, трёхпалый и чёрный дятлы, клёст, щур, из куриных — глухарь, рябчик, белая и тундряная куропатки. В левобережном приенисейском Саяне в высокогорье обитает улар. Многие птицы на зиму откочёвывают на юг.
Встречаются ящерицы, а до высоты 700—900 м — гадюки.
В озёрах и реках много рыбы, но разнообразие видов невелико. Наиболее распространён в горных озёрах и реках хариус сибирский, в более крупных реках по ямам и перекатам есть ленок, таймень, налим; бывают елец, сорога, пескарь.
Кровососущие насекомые — комары, мошка, мокрецы — здесь немногочисленны и почти не наблюдаются выше границы леса. Иксодовые клещи (переносчики клещевого энцефалита) встречаются в предгорьях. Период их активности — с конца апреля по начало июля.

## История освоения

### Начало освоения человеком
В Тувинской и Минусинской котловинах человек появился 20—25 тысяч лет назад. По предположениям, именно в Саянах человек впервые приручил северного оленя.
Предки хакасов добывали и обрабатывали железо, медь, серебро, золото, знали поливное и арычное земледелие, владели письменностью.
О торговых связях жителей присаянских степей свидетельствуют находки монет древнего Китая, арабского Востока и романского Причерноморья.

### Заселение русскими
Первые русские появились в Западном Саяне в 1615 году. Ими были царские послы В. Тюменец и И. Петров, ходившие с посольством в Туву и оставившие записки, содержавшие отдельные географические сведения.
В 1675 году близ устья реки Абакан был воздвигнут Абаканский острог, а затем у места выхода Енисея из гор был построен Саянский острог.
До середины XIX века даже плодородные земли Минусинской котловины были освоены чрезвычайно слабо. За отменой крепостного права последовал поток переселенцев в Сибирь, и особенно в Минусинское Присаянье, который ещё больше усилился после аграрной реформы Столыпина. Русские переселенцы оседали в правобережье Енисея, в лесостепи и подтайге, занимались в основном земледелием. Степной левый берег оставался хакасским, там преобладало скотоводство.
Интенсивная колонизация скоро привела к недостатку удобной пахотной земли. Русские начинают оседать на левом берегу Енисея, в междуречье Енисея и Абакана, в присаянской Койбальской степи. Тогда же делаются первые попытки освоить межгорные саянские котловины (село Усинское) и незаселённые тувинские земли (по реке Каа-Хем). В Саянах появляются старообрядцы.
За заселением котловин последовало начало добычи полезных ископаемых. Ещё в 1740 начали действовать Луказский медеплавильный завод и Ирбинский железоделательный завод. Однако примитивная техника, низкая плотность населения и слабые рынки сбыта привели к их закрытию.
В 1830-е годы в Саянах было обнаружено золото. Это способствовало развитию подсобных промыслов, товарного производства продуктов сельского хозяйства, извоза. В 1867 году уральский купец Кольчугин начал разработку железной руды на реке Абакан (Абаканское железорудное месторождение) и построил там же Абаканский завод (Абаза).
В 1914 году под протекторат России была принята Тува. В том же году в центре её был основан город Белоцарск (после революции Хем-Белдир, ныне Кызыл).

### Советский период
До 1920-х годов основным путём в Тувинскую котловину был водный — по Енисею. Было начато строительство первой колёсной дороги через Западный Саян — Усинского тракта от Минусинска до Белоцарска, полностью законченное уже в советское время. Ныне большая его часть входит в состав федеральной трассы М54 «Енисей». В 1960-е годы было сооружено ещё одно шоссе — А-161.
Геологи обнаружили в Западном Саяне большие запасы железных и медных руд, золотые россыпи, залежи асбеста. В тайге действуют леспромхозы. Ведётся промысел пушнины.
В 1976 году на левом берегу Енисея был создан Саяно-Шушенский биосферный заповедник.
В 1978 году была пущена Саяно-Шушенская ГЭС.
Западный Саян остаётся малонаселённой территорией. Люди селятся главным образом вдоль рек Абакан (до Абазы), Джебаш, Матур, Ус, Оя, Кебеж, Уюк, а также вдоль Усинского и Абазинского автошоссе. Многие посёлки в горах, существовавшие в 1960-е годы, были брошены.
В 1970-е годы началось развитие самодеятельного туризма. Оно особенно усилилось в 1990-е годы, когда распад СССР и удорожание транспорта затруднили для сибиряков выезд в «большие» горы Средней Азии. Наиболее доступны и популярны районы, прилегающие к автотрассе Абакан —Кызыл. В конце 1990-х — 2000-е годы появляются организованные туристические лагеря.